# Flandern-Rundfahrt 2014
Flandern-Rundfahrt 2014 war die 98. Austragung der Flandern-Rundfahrt, eines eintägigen Straßenradrennens. Es wurde am 6. April 2014 über eine Distanz von 259 km ausgetragen und war das achte Rennen der UCI WorldTour 2014. In einem Vier-Mann-Sprint gewann der Schweizer Fabian Cancellara vor dem belgischen Trio Greg Van Avermaet, Sep Vanmarcke und Stijn Vandenbergh.

## Teams
Alle UCI WorldTeams waren automatisch eingeladen und sieben weiteren Teams wurde eine Wildcard erteilt.

### WorldTour Teams
| Code | Name                    | Nationalität           |
| ---- | ----------------------- | ---------------------- |
| ALM  | AG2R La Mondiale        | Frankreich             |
| AST  | Astana Pro Team         | Kasachstan             |
| BEL  | Belkin-Pro Cycling Team | Niederlande            |
| BMC  | BMC Racing Team         | Vereinigte Staaten     |
| CAN  | Cannondale              | Italien                |
| FDJ  | FDJ.fr                  | Frankreich             |
| GRS  | Garmin Sharp            | Vereinigte Staaten     |
| KAT  | Team Katusha            | Russland               |
| LAM  | Lampre-Merida           | Italien                |
| LTB  | Lotto Belisol           | Belgien                |
| MOV  | Movistar Team           | Spanien                |
| OPQ  | Omega Pharma-Quick Step | Belgien                |
| OGE  | Orica GreenEdge         | Australien             |
| SKY  | Team Sky                | Vereinigtes Königreich |
| EUC  | Team Europcar           | Frankreich             |
| GIA  | Team Giant-Shimano      | Niederlande            |
| TCS  | Tinkoff-Saxo            | Russland               |
| TFR  | Trek Factory Racing     | Vereinigte Staaten     |

### Wildcards
| Code | Name                         | Nationalität |
| ---- | ---------------------------- | ------------ |
| AND  | Androni Giocattoli-Venezuela | Italien      |
| COF  | Cofidis, Solutions Crédits   | Frankreich   |
| IAM  | IAM Cycling                  | Schweiz      |
| MTN  | MTN Qhubeka                  | Südafrika    |
| TNE  | Team NetApp-Endura           | Deutschland  |
| TSV  | Topsport Vlaanderen-Baloise  | Belgien      |
| WGG  | Wanty-Groupe Gobert          | Belgien      |

## Ergebnis
| Platz | Fahrer              | Nation                 | Team                    | Zeit         | WorldTour- Punkte |
| ----- | ------------------- | ---------------------- | ----------------------- | ------------ | ----------------- |
| 01.   | Fabian Cancellara   | Schweiz                | Trek Factory Racing     | 6:06:01 h    | 100               |
| 02.   | Greg Van Avermaet   | Belgien                | BMC Racing Team         | gleiche Zeit | 080               |
| 03.   | Sep Vanmarcke       | Belgien                | Belkin-Pro Cycling Team | gleiche Zeit | 070               |
| 04.   | Stijn Vandenbergh   | Belgien                | Omega Pharma-Quick Step | gleiche Zeit | 060               |
| 05.   | Alexander Kristoff  | Norwegen               | Team Katusha            | +1'39"       | 050               |
| 06.   | Niki Terpstra       | Niederlande            | Omega Pharma-Quick Step | gleiche Zeit | 040               |
| 07.   | Tom Boonen          | Belgien                | Omega Pharma-Quick Step | gleiche Zeit | 030               |
| 08.   | Geraint Thomas      | Vereinigtes Konigreich | Team Sky                | gleiche Zeit | 020               |
| 09.   | Björn Leukemans     | Belgien                | Wanty-Groupe Gobert     | gleiche Zeit | 010               |
| 10.   | Sebastian Langeveld | Niederlande            | Orica GreenEdge         | gleiche Zeit | 004               |